# Телемах
Телема́х, также Телема́к (др.-греч. Τηλέμαχος «далеко сражающийся») — в греческой мифологии сын легендарного царя Итаки Одиссея и Пенелопы. Упомянут в «Илиаде» (II 260), один из главных персонажей поэмы Гомера «Одиссея».

## Биография
Согласно Гомеру, Телемах в юном возрасте поехал на поиски отца, уехавшего на Троянскую войну, когда Телемах был ещё младенцем. По совету богини Афины, сопровождавшей Телемаха в образе Ментора, он отправился к Нестору в Пилос и к Менелаю и Елене в Спарту за известиями о своём отце. В Спарте Телемах узнал от Менелая о предсказании Протея относительно возвращения Одиссея.
Женихи Пенелопы, не желая возвращения Телемаха домой, сговорились и устроили ему засаду на обратном пути. Но, благодаря совету Афины, Телемаху
удалось избежать смертельной опасности. Вернувшись домой, Телемах встретил своего отца у свинопаса Евмея в образе нищего; Одиссей открылся ему, и Телемах помогал ему при убийстве женихов, а затем сопровождал его к старцу Лаэрту.
По послегомеровским сказаниям, Телемах впоследствии женился на Поликасте, дочери Нестора (которая родила ему сына Персепола), или на Навсикае, дочери Алкиноя. По другим сказаниям, он женился на Кирке, которая родила ему сына Латина.
Позже он убил Кирку, чтобы жениться на её дочери Кассифоне, а затем погиб от руки Кассифоны.

## Образ в литературе
- История Телемаха послужила темой знаменитого романа Фенелона «Приключения Телемаха» (русский перевод в стихах Тредьяковского, под заглавием «Телемахида»)
- История Телемаха — одна из ведущих сюжетных тем романа Джеймса Джойса «Улисс».
- Стихотворение Иосифа Бродского «Одиссей Телемаку».
- Телемах — один из главных героев романа Олега Ивика «Мой муж Одиссей Лаэртид» (издательство Текст, 2019). Автор романа, не отклоняясь от сюжетной линии «Одиссеи», развенчивает образ Телемаха, показывая его жестоким, психически неполноценным юношей.
- Один из героев в романе «Цирцея» американской писательницы Мадлен Миллер.